# 卡拉马尼亚-皮埃蒙特
卡拉马尼亚-皮埃蒙特（義大利語：Caramagna Piemonte）是意大利库内奥省的一个市镇。总面积26平方公里，人口3036人，人口密度116.8人/平方公里（2009年）。ISTAT代码为004041。